# (5380) Sprigg
(5380) Sprigg (1991 JT) – planetoida z pasa głównego asteroid okrążająca Słońce w ciągu 4,14 lat w średniej odległości 2,58 j.a. Odkryta 7 maja 1991 roku.